# 1678
| [ Edytuj tabelę ]              | |
| Król Polski                    | - 1674 Jan III Sobieski 1696 |
| Współksiążęta Andory           | - 1670 Pere de Copons i de Teixidor 1681 - 1643 Ludwik XIV 1715                                                                         |
| Król Anglii i Szkocji          | - 1660 Karol II 1685 |
| Elektor Bawarii                | - 1651 Ferdynand Maria 1679 |
| Elektor Brandenburgii          | - 1640 Fryderyk Wilhelm 1688 |
| Sułtan Brunei                  | - 1673 Muhyiddin 1690 |
| Cesarz Chin                    | - 1661 Kangxi 1722 |
| Król Czech                     | - 1657 Leopold I Habsburg 1705 |
| Król Danii                     | - 1670 Chrystian V 1699 |
| Dalajlama                      | - 1617 Lobsang Gjaco 1682 |
| Cesarz Etiopii                 | - 1667 Jan I 1682 |
| Król Francji                   | - 1643 Ludwik XIV 1715 |
| Król Hiszpanii                 | - 1665 Karol II 1700 |
| Landgraf Hesji-Kassel          | - 1670 Karol I Heski 1730 |
| Stadhouder Holandii            | - 1672 Wilhelm III Orański 1702 |
| Szach Iranu                    | - 1666 Safi II 1694 |
| Państwo Wielkich Mogołów       | - 1658 Aurangzeb 1707 |
| Król Irlandii                  | - 1660 Karol II Stuart 1685 |
| Cesarz Japonii                 | - 1663 Reigen 1687 |
| Kalif                          | - 1648 Mehmed IV 1687 |
| Patriarcha Konstantynopola     | - 1676 Dionizy IV Muzułmanin 1679 |
| Władca Korei                   | - 1674 Sukjong 1720 |
| Książę Kurlandii i Semigalii   | - 1642 Jakub Kettler 1682 |
| Książę Liechtensteinu          | - 1627 Karol Euzebiusz 1684 |
| Sułtan Maroka                  | - 1672 Maulaj Isma’il 1727 |
| Książę Monako                  | - 1662 Ludwik I 1702 |
| Król Nawarry                   | - 1643 Ludwik XIV 1710 |
| Król Norwegii                  | - 1670 Chrystian V 1699 |
| Sułtan Omanu                   | - 1649 Sultan I ibn Sajf 1688 |
| Elektor Palatynatu             | - 1648 Karol I Ludwik 1680 |
| Papież                         | - 1676 Innocenty XI 1689 |
| Książę Parmy i Piacenzy        | - 1646 Ranuccio II 1694 |
| Król Portugalii                | - 1656 Alfons VI 1683 |
| Książę w Prusach               | - 1640 Fryderyk Wilhelm Wielki Elektor 1688                                                                                             |
| Car Rosji                      | - 1676 Fiodor III 1682 |
| Cesarz Rzymski (niemiecki)     | - 1658 Leopold I Habsburg 1705 |
| Kapitanowie Regenci San Marino | - 1677 Carlo Loli Marc'Antonio Ceccoli 1678 - 1678 Marc'Antonio Gozi Innocenzo Bonelli 1678 - 1678 Ottavio Giannini Alfonso Tosini 1679 |
| Elektor Saksonii               | - 1656 Jan Jerzy II Wettyn 1680 |
| Król Szwecji                   | - 1660 Karol XI 1697 |
| Król Tajlandii                 | - 1656 Narai 1688 |
| Sułtan Turków                  | - 1648 Mehmed IV 1687 |
| Doża Wenecji                   | - 1676 Alvise Contarini 1683 |
| Król Węgier                    | - 1655 Leopold I 1705 |
| Książęta Wirtembergii          | - 1677 Eberhard Ludwik 1733 |

Rok 1678 / MDCLXXVIII
stulecia: XVI wiek ~
XVII wiek ~
XVIII wiek

lata: 1668 «
1673 «
1674 «
1675 «
1676 «
1677 «
1678
» 1679
» 1680
» 1681
» 1682
» 1683
» 1688

## Wydarzenia w Polsce
- 15 grudnia–3 kwietnia 1679 – trzeci sejm za panowania Jana III Sobieskiego (zwyczajny), a pierwszy sejm Rzeczypospolitej, który zebrał się w granicach Wielkiego Księstwa Litewskiego (na Starym Zamku w Grodnie). Przewodził mu koniuszy litewski Franciszek Sapieha[1].
- Kozacy po oblężeniu zdobywają i palą zamek w Rzyszczów nad Dnieprem.
- jesień - wojska szwedzkie wkroczyły z Inflant do Prus Książęcych

## Wydarzenia na świecie
- 18 stycznia – wojna skańska: zwycięstwo Szwedów nad wojskami duńsko-brandenburskimi w bitwie pod Warksow na Rugii i odzyskanie przez nich wyspy.
- styczeń – Francja zawiera separatystyczny pokój w Lüneburg.
- 25 marca – wojna Francji z koalicją hiszpańsko-austriacko-lotaryńską: po tygodniowym oblężeniu przez Francuzów skapitulowała hiszpańska załoga twierdzy Ypern.
- 25 maja - Norwegowie rozpoczęli oblężenie twierdzy Bohus.
- 25 czerwca – Elena Cornaro Piscopia jako pierwsza kobieta otrzymała stopień naukowy doktora.
- 4 sierpnia - Kristianstad został zdobyty przez Szwedów.
- 10 sierpnia – w Nijmegen podpisano francusko-holenderski traktat pokojowy, jeden z serii kończących wojnę holenderską, toczoną pomiędzy Królestwem Francji, Biskupstwem Münster i Królestwem Szwecji a Republiką Zjednoczonych Prowincji, Królestwem Hiszpanii, Brandenburgią, Królestwem Danii i Świętym Cesarstwem Rzymskim.
- 11 sierpnia – wojna skańska: duńskie wojska spaliły szwedzkie miasto Lund.
- 14 sierpnia – wojna Francji z koalicją hiszpańsko-austriacko-lotaryńską: bitwa pod Mons.
- 16 września - Brandenburgia opanowała wyspę Rugia
- 17 września – w Nijmegen podpisano traktat pokojowy, kończący wojnę Francji z koalicją.
- 15 października - Stralsund poddał się Brandenburgii.
- 15 listopada - Greifswald, ostatnia twierdza szwedzka Pomorzu szwedzkiego, poddała się Brandenburgii.
- 7 grudnia – Francuz Louis Hennepin jako pierwszy Europejczyk ujrzał wodospad Niagara.

## Urodzili się
- 24 lutego – Maria Anna de Bourbon-Condé, księżniczka Condé i Enghien, księżna Étampes i Vendôme (zm. 1718)
- 4 marca – Antonio Vivaldi, włoski skrzypek i kompozytor (zm. 1741)
- 20 maja – Marc-Antoine, markiz de Dampierre, francuski arystokrata, kompozytor i wojskowy (zm. 1756)
- 26 lipca – Józef I Habsburg, cesarz rzymsko-niemiecki (zm. 1711)

## Zmarli
- 27 kwietnia – Mikołaj Roland, francuski duchowny katolicki, założyciel Sióstr od Dzieciątka Jezus, błogosławiony katolicki (ur. 1642)
- 29 lipca – Andrzej Wiszowaty, filozof, kaznodzieja, poeta (ur. 1608)
- 1 września – Jan Brueghel (młodszy), flamandzki malarz barokowy, syn Jana Brueghla starszego (ur. 1601)
- 3 grudnia – Edward Colman, angielski męczennik, błogosławiony katolicki (ur. 1636)

- data dzienna nieznana: 
  - Andrzej Karol Grudziński – wojewoda kaliski i poznański (ur. 1611)

## Święta ruchome
- Tłusty czwartek: 17 lutego
- Ostatki: 22 lutego
- Popielec: 23 lutego
- Niedziela Palmowa: 3 kwietnia
- Wielki Czwartek: 7 kwietnia
- Wielki Piątek: 8 kwietnia
- Wielka Sobota: 9 kwietnia
- Wielkanoc: 10 kwietnia
- Poniedziałek Wielkanocny: 11 kwietnia
- Wniebowstąpienie Pańskie: 19 maja
- Zesłanie Ducha Świętego: 29 maja
- Boże Ciało: 9 czerwca